# Rhynchospora sartoriana
Rhynchospora sartoriana är en halvgräsart som beskrevs av Johann Otto Boeckeler. Rhynchospora sartoriana ingår i släktet småag, och familjen halvgräs. Inga underarter finns listade i Catalogue of Life.